# Robert Baxter
Robert Baxter is een Australisch acteur die in 1988 vijf afleveringen Bob Barnett speelde in de Australische soap Home and Away.